# Cataluña-Espanya
Cataluña-Espanya és una pel·lícula documental catalana de 2009, dirigida per Isona Passola i produïda per Massa d'Or Produccions. Fou estrenada als cinemes la Diada de Sant Jordi, el 23 d'abril.
Els personatges entrevistats són: José Alcalá Zamora y Queipo de Llano, Luis María Ansón, Germà Bel, Alain Berset, Albert Boadella, Lluís Cabrera, Josep M. Colomer, Agustí Colomines, Ángel de la Fuente, Borja de Riquer, Marta Espasa, Josep Fontana, Iñaki Gabilondo, Miguel Herrero de Miñón, Guillem López-Casanova, Joan López, Alfons López Tena, Toni Mir, Klaus-Jürgen Nagel, Alberto Oliart, Félix Ovejero, Elisenda Paulize, Juan Sisnio Pérez Garzón, Joan Rosell, Xavier Rubert de Ventós, Jesús Ruiz-Huerta, Xavier Sala i Martín, Máximo San Juan, Eva Serra, Xavier Solano, Toni Soler, Ignacio Sotelo, Ramon Tremosa i Curry Valenzuela.